# Tax the Heat
Tax the Heat ist eine englische Classic-Rock/Bluesrock-Band aus Bristol. Die Band steht bei Nuclear Blast unter Vertrag und hat bislang zwei Studioalben veröffentlicht.

## Geschichte
Die Band wurde im Jahre 2013 vom Sänger und Gitarristen Alex Veale und dem Schlagzeuger Jack Taylor gegründet. Veale und Taylor waren Schulfreunde, verloren sich nach dem Ende der Schulzeit vorübergehend aus den Augen. Veale war anschließend Mitglied der Band The Operation und spielte die Titelmelodie der Sitcom Episodes ein. Später trafen sich beide in einem Plattenladen wieder und beschlossen eine Band zu gründen. Zusammen mit den Gitarristen JP Jacyshyn und dem Bassisten Antonio Angotti absolvierten Veale und Taylor mehrere Jamsessions, bevor die Band gegründet wurde. Die Musiker nahmen mehrere Demos auf, bevor die Band im November 2013 eine selbst betitelte EP veröffentlicht wurde. Produziert wurde Tax the Heat vom Chris Goss, dem Sänger der Band Masters of Reality.
Nach der Veröffentlichung tourten Tax the Heat im Vorprogramm von The Union durch das Vereinigte Königreich. Dabei wurde es zum Markenzeichen von Tax the Heat, dass die Musiker im Anzug auf der Bühne stehen. Tax the Heat wollen sich damit von den Gruppen abheben, die in Jeans und T-Shirt live spielen. Ein Jahr später folgten zahlreiche Tourneen, unter anderem im Vorprogramm von den Black Star Riders, Kansas, Thunder und Reef, sowie Auftritte beim Download-Festival. Auch 2015 spielte die Band zahlreiche Konzerte und eröffnete dabei für Bands wie die Masters of Reality oder Europe. Von September bis Dezember 2015 nahmen Tax the Heat zusammen mit dem Musikproduzenten Evansson, der zuvor unter anderem mit Robert Plant oder Goldfrapp arbeitete, ihr Debütalbum auf. 
Zwischenzeitlich wurde die Band vom deutschen Label Nuclear Blast unter Vertrag genommen. und spielte ihre erste eigene Headlinertournee im Vereinigten Königreich. Fed to the Lions erschien am 8. April 2016 und stieg auf Platz 100 der britischen Albumcharts. Im November 2016 folgte zwei Tourneen, zunächst im Vorprogramm von Europe auf deren Tournee zum 30-jährigen Jubiläums ihres Albums The Final Countdown. Danach gingen Tax the Heart auf eine eigene Headlinertournee mit der Vorgruppe Terrorvision. Im Frühjahr 2017 spielte Tax the Heat einige Konzerte in England als Vorgruppe von Royal Republic, bevor eine weitere eigene Headlinertournee und Festivalauftritte, unter anderem beim Download-Festival folgten. 
Danach nahm die Band ihr zweites Studioalbum auf. Im November 2017 tourten Tax the Heat zusammen mit Blues Pills als Vorgruppen der Black Star Riders durch das Vereinigte Königreich. Das zweite Studioalbum Change Your Position erschien am 9. März 2018, verfehlte allerdings die britischen Albumcharts. Im Frühjahr 2018 tourte die Band mit der Vorgruppe Naked Six durch das Vereinigte Königreich und spielte im Sommer beim Beautiful Days Festival.

## Stil
Tax the Heat gründeten sich wegen der gemeinsamen Vorliebe der Musiker zum Rhythm and Blues und der Rockmusik der 1960er Jahre. Von ihrem eigenen Plattenlabel als eine „Mischung aus klassischem, bluesgetränktem Rock mit einem Schuss modernen Alternative“ beschrieben. Tobias Dahs vom Onlinemagazin Powermetal.de verglich Tax the Heat mit klassischen Rockbands wie The Who, The Yardbirds, den Rolling Stones oder Queens of the Stone Age. Für James Christopher Monger vom Onlinemagazin Allmusic als berauschende Mischung aus stadionbereitem, modernen Rock mit Rhythm and Blues und verglich die Band mit Cream, Thin Lizzy, The Black Keys und Masters of Reality. Philipp Gravenhorst vom Onlinemagazin Metal.de beschrieb Tax the Heat als Hybrid aus Sechziger-Garage Rock und Neunziger-Rock. Für Holger Stratmann vom deutschen Magazin Rock Hard haben Tax the Heat den „mutigen Versuch unternommen, dem Indie-Rock-Genre ein bißchen musikalische Heftigkeit einzuhauchen, obwohl auf eine harte Version von Franz Ferdinand eigentlich niemand warten würde“.

## Diskografie

### Alben
| Jahr | Titel Musiklabel                   | Höchstplatzierung, Gesamtwochen, AuszeichnungChartsChartplatzierungen (Jahr, Titel, Musiklabel, Platzierungen, Wochen, Auszeichnungen, Anmerkungen) | Anmerkungen                         |
| Jahr | Titel Musiklabel                   | UK | Anmerkungen                         |
| ---- | ---------------------------------- | --- | ----------------------------------- |
| 2016 | Fed to the Lions Nuclear Blast     | UK100 (1 Wo.)UK | Erstveröffentlichung: 8. April 2016 |
| 2018 | Change Your Position Nuclear Blast | — | Erstveröffentlichung: 9. März 2018  |

### EPs
- 2013: Tax the Heat

### Musikvideos
- 2014: Fed to the Lions
- 2014: Highway Home
- 2016: Animals
- 2016: Learn to Drown (You’re Wrong)
- 2017: Money in the Bank
- 2018: Change Your Position